# Jamming
«Jamming»  (en algunas ediciones «Jammin'», con apóstrofo al final) es una canción del músico jamaiquino de reggae Bob Marley, con su banda The Wailers, publicada en 1977. Llegó al puesto Nº 9 en las listas del Reino Unido, mientras que en Australia alcanzó el puesto Nº 99.
La canción alcanzó la fama en 1977, como parte del álbum Exodus, estuvo en el top británico entre las diez canciones más escuchadas ese año En los coros de la canción participó Rita Marley. La canción también aparece en el compilado Legend, además de existir una versión en directo en el disco Babylon by Bus de 1978.

## Grabación y Significado
«Jamming» es una de las canciones de Marley & The Wailers más conocidas. La canción fue relanzada 10 años después como un homenaje a Bob Marley y fue de nuevo un éxito, como en los Países Bajos, donde se clasificó en las listas de ventas durante 4 semanas. En la jerga jamaiquina la palabra jamming se refiere a bailar muy cerca juntos durante una celebración al ritmo de la música y también (principalmente desde el aspecto cultural) que la canción habla sobre la marihuana. Jammin tradicionalmente es un juego para fumar marihuana.
La esposa de Bob Marley, Rita, ha interpretado la canción durante el concierto homenaje "Marley Magic: Live In Central Park At Summerstage". Los hijos de Marley, Ziggy Marley and the Melody Makers la han interpretado durante todos sus conciertos, habiendo una versión en vivo en el concierto de CD / DVD Vol Live. 1 y Ziggy Marley and the Melody Makers Live.

## Músicos
- Bob Marley – Voz líder, guitarra rítmica.
- Aston "Family Man" Barrett – Bajo eléctrico.
- Carlton Barrett – Batería y percusión.
- Tyrone Downie – Teclados.
- Alvin "Seeco" Patterson – Percusión.
- Julian (Junior) Marvin – Guitarra líder.
- I Threes (Rita Marley, Marcia Griffiths, Judy Mowatt) – Coros.